# 1989년 칸 영화제
제42회 칸 영화제는 1989년 5월 11일부터 1989년 5월 23일까지 열린 영화제이다. 프랑스 칸에서 개최되었다.

## 수상

### 황금종려상
- 섹스 거짓말 그리고 비디오테이프 - 스티븐 소더버그 수상
- 살인 혐의 - 빠트리스 르꽁트
- 스위티 - 제인 캠피온

### 심사위원대상
- 내겐 너무 이쁜 당신 - 베르뜨랑 블리에 수상
- 시네마 천국 - 쥬세페 토르나토레 수상

### 감독상
- 집시의 시간 - 에미르 쿠스투리차 수상

### 여우주연상
- 어둠 속의 외침 - 메릴 스트립 수상

### 남우주연상
- 섹스 거짓말 그리고 비디오테이프 - 제임스 스페이더 수상

### 주목할 만한 시선
- 달마가 동쪽으로 간 까닭은? - 배용균